# Roberto Boribello
Roberto Boribello, detto Borillo (Vicenza, 22 dicembre 1961), è un cantante, compositore e produttore discografico italiano.
Fa parte del duo latino americano Los Locos insieme a Paolo Franchetto.

## Biografia
Nel 1986 realizza il primo singolo Say con lo pseudonimo di "Public Relation", sempre in coppia con Paolo Franchetto, uscito su etichetta Five Record, col quale partecipa al Festivalbar nella sezione chiamata "Discoverde" (le "nuove proposte"). La canzone diventa poi sigla del programma televisivo Help! in onda su Canale 5.
Nel 1990 realizza un album solista come Borillo con la Bellaphon Records.
Nel 1991 nasce ufficialmente il duo Los Locos con il primo singolo Porompompero a cui segue il primo album Mambo Mix. Da qui una serie di singoli ed album che portano alla consegna di tre dischi di platino e riconoscimenti in tutto il mondo.
Contemporaneamente produce, con altri pseudonimi, altri singoli di successo, quali L'ultimo della sera in collaborazione col rapper Sir J il quale riscuote un notevole successo in Francia.
Nel 2000 collabora con Kid Creole realizzando un singolo intitolato I Love Muchacha con lo pseudonimo di "Cocoloco".
Dal 2011 incomincia a realizzare videoclip come regista e produttore raggiungendo milioni di visualizzazioni su YouTube.

## Discografia

### Album

#### Con i Los Locos
- 1992 - Mambo Mix
- 1994 - El Meneaito
- 1995 - Los Locos - Greatest Hits
- 1996 - El tic tic tac
- 1997 - Fiesta
- 1998 - Salta
- 2001 - Il meglio dei los locos
- 2005 - Bachata italiana
- 2007 - Boogie Boogie Mambo
- 2010 - Pimpolho
- 2013 - The best of los locos
- 2014 - Bailando The History

## Videoclip
- Los Locos -Pimpolho (2011)
- Los Locos -Ai Se Eu Te Pego (2011)
- Village Girls -Thank God I'm A Country Girl (2012)
- Village Girls -La Isla Bonita (2013)
- Los Locos -Toca Toca (2013)
- Los Locos ft. Gio Valeriani -Bailando (2014)
- Andryx & Micro -Starship (2015)
- Los Locos -Carnaval (2015)
- PNP -Por Amor Y Beleza (2015)
- Village Girls -Kick It (2015)
- Andryx feat. Beq - kepler (2016)
- marco milano - password (2017)
- los locos - dale que sube (2017)
- ice mc - to the dip (2017)
- Andrea Mingardi - Ci vuole un po' di rock and roll (2018)
- Andryx ft beq - Foreign affair (2018)
- Village girls - The great song of indifference (2019)
- Andrea Mingardi ft Ivano Marescotti - Emilio Romagno (2021)
- Los locos ft Gianni Drudi - El chiringuito  (2021)